# Особая президентская дивизия
Особая президентская дивизия (фр. Division Spéciale Présidentielle) — отборное формирование (дивизия) вооружённых сил Заира, созданное по указу президента страны Мобуту Сесе Секо в 1985 году.
У Жозефа Кабила, нынешнего президента Демократической Республики Конго, есть гвардия как эта.

## История
С 1985 по 1986 годы формирование называлось Особая президентская бригада, в 1986 году в связи с организационно-штатными мероприятиями была увеличена численность личного состава бригады, в результате чего была сформирована Особая президентская дивизия. Военнослужащие этого соединения проходили обучение у израильских специалистов. Денежное довольствие у солдат и офицеров Особой президентской дивизии было небольшим, но выплачивали его регулярно. Этим формированием командовал двоюродный брат Мобуту, генерал Этьен Нзимби Нгбале Конго ва Баса.

## Участие в боевых действиях
После того, как Силы обороны Руанды вторглись в северную Руанду в начале гражданской войны, Мобуту отправил несколько сотен солдат Особой президентской дивизии для оказания помощи правительству Жювеналя Хабьяримана. В 1993 году Особая президентская дивизия была отправлена для подавления беспорядков в Масиси, Северное Киву, но конфликт только усугубился после того, как солдаты дивизии встали на сторону народа хуту против коренной народности бахунде. В 1996 году в докладе Организации Объединенных Наций было отмечено, что премьер-министр Заира Этьен Чисекеди и его сотрудники находились под наблюдением и подвергались преследованиям со стороны Особой президентской дивизии. С 1996 по 1997 год солдаты дивизии принимали активное участие в Первой конголезской войне на стороне президента Мобуту Сесе Секо. В мае 1997 года Особая президентская дивизия была расформирована после того, как президент Мобуту Сесе Секо бежал из страны, спасаясь от расправы со стороны победивших в гражданской войне повстанцев.